# Sterculia allenii
Sterculia allenii là một loài thực vật có hoa trong họ Cẩm quỳ. Loài này được E.L. Taylor miêu tả khoa học đầu tiên.